# Cerebroside
Cerebrosiden vormen een groep glycosfingolipiden die belangrijke structurele componenten zijn in dierlijke spiercel- en zenuwcelmembranen. Cerebrosiden bestaan uit een ceramidemolecuul waaraan op de de 1-hydroxylrest een enkel koolhydraat is gebonden. Het koolhydraat kan glucose of galactose zijn; de twee hoofdtypen worden daarom glucocerebrosiden (ook wel glucosylceramiden) en galactocerebrosiden (ook wel galactosylceramiden) genoemd. Galactocerebrosiden komen voor in hersenweefsels, glucocerebrosides in andere lichaamsweefsels.
Galactocerebroside is de belangrijkste glycosfingolipide in hersencellen. Deze lipiden zijn aanwezig in alle zenuwweefsels en kunnen tot 2% drooggewicht in grijze stof en 12% in witte stof vormen. Het zijn belangrijke bestanddelen van oligodendrocyten. Glucocerebroside wordt op in lage concentraties aangetroffen in dierlijke cellen zoals de milt, erytrocyten en zenuwweefsels, vooral neuronen. Glucocerebroside is een belangrijk bestanddeel van de huid. Het zorgt onder andere voor handhaving van waterdoorlatendheid. Glucosylceramide wordt meestal beschouwd als de belangrijkste glycosfingolipide in planten. Het is een hoofdbestanddeel van de buitenlaag van het plasmamembraan.

Structuur van een galactocerebroside veresterd met een C16-vetzuur (palmitinezuur).

Het smeltpunt van cerebrosiden is aanzienlijk hoger dan de fysiologische lichaamstemperatuur (> 37,0° C), waardoor de lipiden een vloeibare kristalstructuur hebben (parakristallijn. Cerebrosidemoleculen kunnen wel acht intermoleculaire waterstofbruggen vormen met andere moleculen. Door deze sterke waterstofbruggen zijn cerebrosiden moleculen met een hoge overgangstemperatuur. Afbraak van cerebrosiden vindt plaats in het lysosoom onder invloed van spijsverteringsenzymen. Het lysosoom breekt het cerebroside af tot zijn primaire componenten: namelijk vetzuren, sfingosine en het koolhydraat.